# Tommaso Salvadori

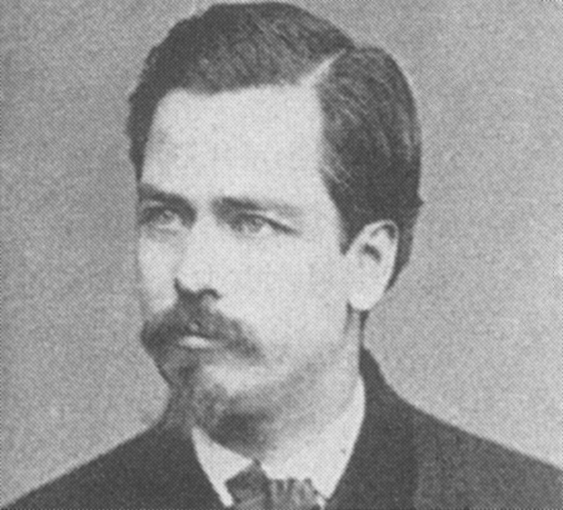

Adelardo Tommaso Salvadori Paleotti (Porto San Giorgio, 30 de setembro de 1835 - Turim, 9 de outubro de 1923) foi um zoólogo e ornitólogo italiano.
Salvadori nasceu em Porto San Giorgio, filho do conde Luigi Salvadori e Ethel. Desde cedo demonstrou interesse em aves e publicou um catálogo dos pássaros da Sardenha, em 1862. Mais tarde, ele estudou medicina em Pisa e Roma.
Ele participou de expedição militar de Giuseppe Garibaldi na Sicília (a Expedição dos Mil), servindo como oficial médico.
Foi assistente no Museu de Zoologia, em 1863, tornando-se Vice-Director do Museu Real de História Natural, em Turim, em 1879. Ele foi especialista em aves da Ásia. Em 1880, ele estava em licença para o Museu Britânico de História Natural de Londres para trabalhar em seus catálogos. A espécie Lophura inornata (o faisão-de-salvadori) foi batizada em sua homenagem, assim como o Varanus salvadorii. Ele publicou mais de 300 trabalhos em ornitologia.